# خيرمان ريفيرو
خيرمان ريفيرو (بالإسبانية: Germán Rivero)‏ هو لاعب كرة قدم أرجنتيني في مركز مهاجم ‏، ولد في 17 مارس 1992 في Garín, Argentina ‏ في الأرجنتين. لعب مع Club Plaza Colonia de Deportes ‏.

## وصلات خارجية
- خيرمان ريفيرو على موقع قاعدة بيانات كرة القدم.إي يو (الإنجليزية)
- خيرمان ريفيرو على موقع Soccerway.com (الإنجليزية)
- خيرمان ريفيرو على موقع AS.com (الإسبانية)